# Marchak
Марша́к (фр. Marchak) — компания-производитель предметов роскоши и ювелирных изделий. Основана в 1878 году И. Маршаком. Главный офис компании расположен в Париже. Ювелирный дом Маршака имеет официальные представительства в США, Японии, Австралии, во Франции и России.

## История компании

### Киев
В 1868 году юный Иосиф Маршак в возрасте 14 лет покинул дом для того, чтобы получить образование ювелира. Через десять лет он переехал в Подол, бедный квартал Киева. Женившись, потратил приданное жены на открытие своего дела. 
Через год он уже переехал в центр Киева на Крещатик, где расположился с семьёй в доме № 4, в пятикомнатной квартире. Основной его продукцией стали золотые цепи. 
В 1885 году в его мастерской работало уже более двадцати человек. Иосиф путешествовал, выставляя свои произведения в Москве, Санкт-Петербурге, Новгороде, и продолжал создавать новые модели. 
В 1890 году Иосиф Маршак совершил поездку по Европе, побывал в Париже.
В 1891 году в Москве проводилась русско-французская выставка, в которой приняли участие все знаменитые имена в области искусства и предметов роскоши. Иосиф посетил эту выставку для сбора информации ради нововведений в своей продукции. В 1893 году его творения завоевали медаль на Всемирной выставке в Чикаго, затем в Антверпене в 1899 году. Эти путешествия способствовали развитию дела и внедрению новых технологий на производстве.
В 1899 году начался пожар, принёсший огромные убытки его мастерской. Однако производство было восстановлено с улучшениями: новые помещения были больше, а оборудование современнее. В его мастерских и магазинах в Киеве работали уже 150 человек.
В 1913 году, во время визита императора Николая II в Киев, по случаю празднования 300-летия дома Романовых, все официальные подарки, преподнесённые императору, были изготовлены в мастерских Иосифа Маршака и имели его клеймо.
Иосиф Маршак, страдая от рака, скончался в возрасте 64 лет. Последние годы жизни сопровождались упадком бизнеса в связи с Первой Мировой войной и начавшейся после неё революции. 
Во время бурных революционных действий семья Маршака покинула Россию, забрав с собой последние творения Иосифа Маршака. Их принял один из пяти сыновей Иосифа — Иохим, обосновавшийся в Париже в качестве интерна в больнице. Владимир, возглавлявший в Киеве коммерческую активность фирмы своего отца, открыл бизнес в Берлине, но позже вернулся в Париж и прекратил профессиональную деятельность. 

### 1920 год, дом Маршака в Париже
Сразу по приезде в Париж Александр Маршак открывает ювелирный салон на престижной улице де ля Пэ (rue de la Paix) в доме № 4, недалеко от площади Вандом и отеля Ритц.
Некоторое время Александр Маршак работает вместе с Робертом Линзелером, затем один, но вскоре к нему ненадолго присоединяется один из его племянников — Грегуар Маршак. Унаследовав секреты мастерства своего отца Иосифа, Александр создаёт уникальные вещи в стиле «Арт Деко» в сочетании с русскими традициями, смешивая идеи Палеха и современные геометрические формы. Вскоре его популярность растёт, он завоёвывает многочисленные награды на салоне «Ар-Деко» в 1925 году. 

### Послевоенное время
Вторая Мировая война привела бизнес в упадок. Сразу после войны Александр Маршак приглашает Александра Диринжера, талантливого художника с богатым прошлым, ставшим творческих идей до конца 60-х годов. Год спустя, к Дому Маршака присоединяется Жак Верже, родом из семьи ювелиров-часовщиков.  Александр Маршак восстанавливает салон Маршака в Париже. Жак Верже открывает новый салон в США, продолжая сотрудничать с Александром. Александр Маршак уходит на пенсию в 1970 году.

### США
Жак Верже быстро понимает потребности новых клиентов и создаëт соответствующие изделия. Основной продукцией в США стали объёмные кольца с бриллиантами, изумрудами, сапфирами, каждое изделие было уникально.
Большим новаторством становятся броши в форме грозди или кисти, струящихся оттенков (рубиновые, изумрудные, сапфировые, бриллиантовые), часто украшенные бабочками или цветками. Эти изделия шли вразрез с традиционными идеями французского ювелирного искусства: вместо основного внимания к чистоте и драгоценности камней упор был сделан на саму ювелирную работу. 
Жак Верже возрождает производство многочисленных настольных принадлежностей, таких как шкатулки, украшения для стола, разрезные ножи для бумаги, лупы, соблюдая творческие традиции Иосифа Маршака 1890 года.

### Король Хасан II
В 1960-е годы Жак Верже встречает короля Марокко — Хасана II, и в дальнейшем делает множество изделий по его заказам. ярый поклонник французской культуры, высокообразованный и утончённый человек, разделит в дальнейшем с Жаком Верже любовь к прекрасным предметам, к уникальным и драгоценным украшениям.
Бертран Дегомье, создатель, работающий совместно с Александром Диринжером, делает совместно с Жаком Верже все официальные и частные подарки для Хасана II. Один из примеров, среди множества других, это ларец из нефрита, подаренный Королём Марокко Мадам де-Голь.